# James Allison Glen
Pour les articles homonymes, voir James Glen et Glen.
James Allison Glen (18 décembre 1877-28 juin 1950) est un homme politique canadien du Manitoba. Il est député fédéral libéral de la circonscription manitobaine de Marquette de 1926 à 1930 et de 1935 à 1948. Il est ministre dans le cabinet du premier ministre Mackenzie King.

## Biographie
Né à Renton dans le West Dunbartonshire en Écosse, Glen étudie dans les écoles publiques de Renton et d'Alexandria, ainsi que le droit à l'Université de Glasgow avant d'immigrer au Canada en 1911. Il s'établit à Winnipeg  et ensuite à Russell au Manitoba où il pratique le droit et est élu au conseil scolaire. En 1919, il est membre de la Commission sur le Statut et le salaire des enseignants, ainsi qu'à la tête de la Manitoba Economic Conference de 1924 à 1926.

## Politique
Partisan du Parti progressiste du Canada au Manitoba, Glen agit comme organisateur principal du chef Thomas Alexander Crerar durant la campagne électorale de 1917 et durant laquelle Crerar se présente en tant que Libéral-unioniste. Glen reprend ce rôle en 1921 et les Progressistes font une entrée remarquée à la Chambre des communes du Canada en décrochant la deuxième place.
Glen est élu lors de l'élection de 1926 en tant que Libéral-progressiste, alors que les Progressistes se dissocient des Libéraux afin d'ainsi pouvoir augmenter leur influence. Défait en 1930, il retrouve son poste de député en 1935.
À la suite de sa réélection en 1940, Glen est choisi pour devenir président de la Chambre des communes du Canada et doit alors contrôler les débats dans un contexte de sécurité en temps de guerre entraînant la censure du Hansard afin de ne pas divulguer d'informations militaires sensibles. En raison de la situation internationale et de la mobilisation, le rôle de Glen à la présidence est favorisé par une plus grande coopération entre les partis.
Glen demeure Libéral-progressiste jusqu'à l'élection de 1945 où il milite en tant que Libéral. Réélu, Mackenzie King nomme Glen au poste de ministre des Mines et des Ressources naturelles. Glen demeure à se poste jusqu'à ce qu'il se retire après avoir subi une crise cardiaque en 1948. Quelques mois plus tard, il démissionne de son poste de député afin de permettre à Stuart Garson, premier ministre du Manitoba, de faire son entrée au parlement et devenir ministre de la Justice. 
Glen est ensuite nommé vice-président de la Commission mixte internationale et meurt à son domicile d'Ottawa deux ans plus tard en 1950. Il est inhumé au Pinecrest Cemetery d'Ottawa.

## Honneur
Il reçoit un doctorat honorifique de l'Université du Manitoba en 1943. 